# Ôi và A
Ôi và A (tiếng Nga: Ох и Ах) là một phim hoạt hình thuộc thể loại phiêu lưu, có phần khôi hài dành cho trẻ em của hãng Soyuzmultfilm.

## Nội dung
- Tập 1: Ôi và A (Ох и Ах)

Ôi là chú nhóc luôn bi quan, còn A lại rất lạc quan. Nhưng cả hai cậu bé đều cảm thấy mình không thể có được thứ tính cách của người kia.
- Tập 2: Chuyến dã ngoại (Ох и Ах идут в поход)

Ôi và A đi dã ngoại. Đây là lúc tính cách của hai chú được bộc lộ rõ nhất, ở những tình huống cụ thể.

## Ê-kíp
| Đạo diễn          | Yury Prytkov |
| Biên kịch         | Lyudmila Zubkova |
| Giám đốc sản xuất | Tatyana Sazonova |
| Họa sĩ            | D.Anpilov |
| Họa sĩ thiết kế   | Anatoly Abarenov, Fedor Eldinov, Violetta Kolesnikova, Aleksey Bukin, Aleksandr Mazayev, Renata Mirenkova, Vladimir Arbekov |
| Điều hành         | Mikhail Druyan |
| Giám đốc          | Lyubov Vutyrina |
| Âm nhạc           | Yevgeny Ptichkin |
| Âm thanh          | Boris Filchikov |
| Biên tập          | Natalia Abramova |
| Lồng tiếng        | Vyacheslav Nevinny |
| Dựng phim         | G.Smirnova |